# 1,3-Propanossultona

Hidrólise da 1,3-propanossultona

1,3-Propanossultona é o composto organossulfurado com a fórmula (CH2)3SO3.  Um éster sulfonado cíclico, uma classe de compostos chamados sultonas. É um sólido incolor que funde prontamente.
Típico de ésters ativados, 1,3-propanossultona é um agente alquilante.  Prontamente hidrolisa para o ácido 3-hidroxipropano-1-sulfônico.